# Louis de Querhoent
Louis Joseph de Querhoent est un homme politique français né le 24 octobre 1784 à Le Croisic (Loire-Atlantique) et décédé le 4 février 1866 à Langrolay-sur-Rance (Côtes-du-Nord).

## Biographie
Louis Joseph de Querhoent est le fils de Jean Sébastien de Querhoënt, seigneur du Boisruault et de Lourme, enseigne des vaisseaux du roi et lieutenant au corps d'artillerie, inspecteur de la gendarmerie, et de Marie Joseph Audet.
Entré dans l'armée comme sous-lieutenant au 8e Hussards le 25 juillet 1809, il participe aux campagnes de ce régiment en Russie et en Saxe : capitaine depuis le 22 août 1813,  il est blessé à la bataille de Leipzig le 16 octobre et a un cheval tué sous lui le 18 octobre : il est fait chevalier de la légion d'honneur le 23 décembre 1813.
À la Première Restauration, il passe au 3e régiment de hussards (dauphin hussards) et à la Seconde Restauration au régiment des Hussards du Bas-Rhin, avec lequel il participe à la campagne de 1823 en Espagne. À cette occasion il est fait chevalier de l'ordre royal de Saint-Ferdinand et chevalier de l'ordre de Saint-Louis en 1825.
Admis au traitement de réforme par décision royale le 14 mai 1826, il se retire à Ploërmel.
Officier, il quitte l'armée avec le grade de capitaine. Il est député d'Ille-et-Vilaine de 1849 à 1851, siégeant à droite, avec les monarchistes légitimistes. Il est le cousin de l'écrivain et aventurier Émile de Wogan.

## Sources
- « Louis de Querhoent », dans Adolphe Robert et Gaston Cougny, Dictionnaire des parlementaires français, Edgar Bourloton, 1889-1891 [détail de l’édition]